# Léon Bollée Automobiles
Pour les articles homonymes, voir Léon Bollée et Bollée.
Léon Bollée Automobiles est une ancienne marque française de voiturettes créée en 1895 par l'industriel Léon Bollée au Mans. L’usine était située au, Les Sablons . En 1924, elle fusionne avec Morris pour former Morris-Léon Bollée. En 1931, l'usine française ferme ; la marque Bollée disparaît.

## Années 1900

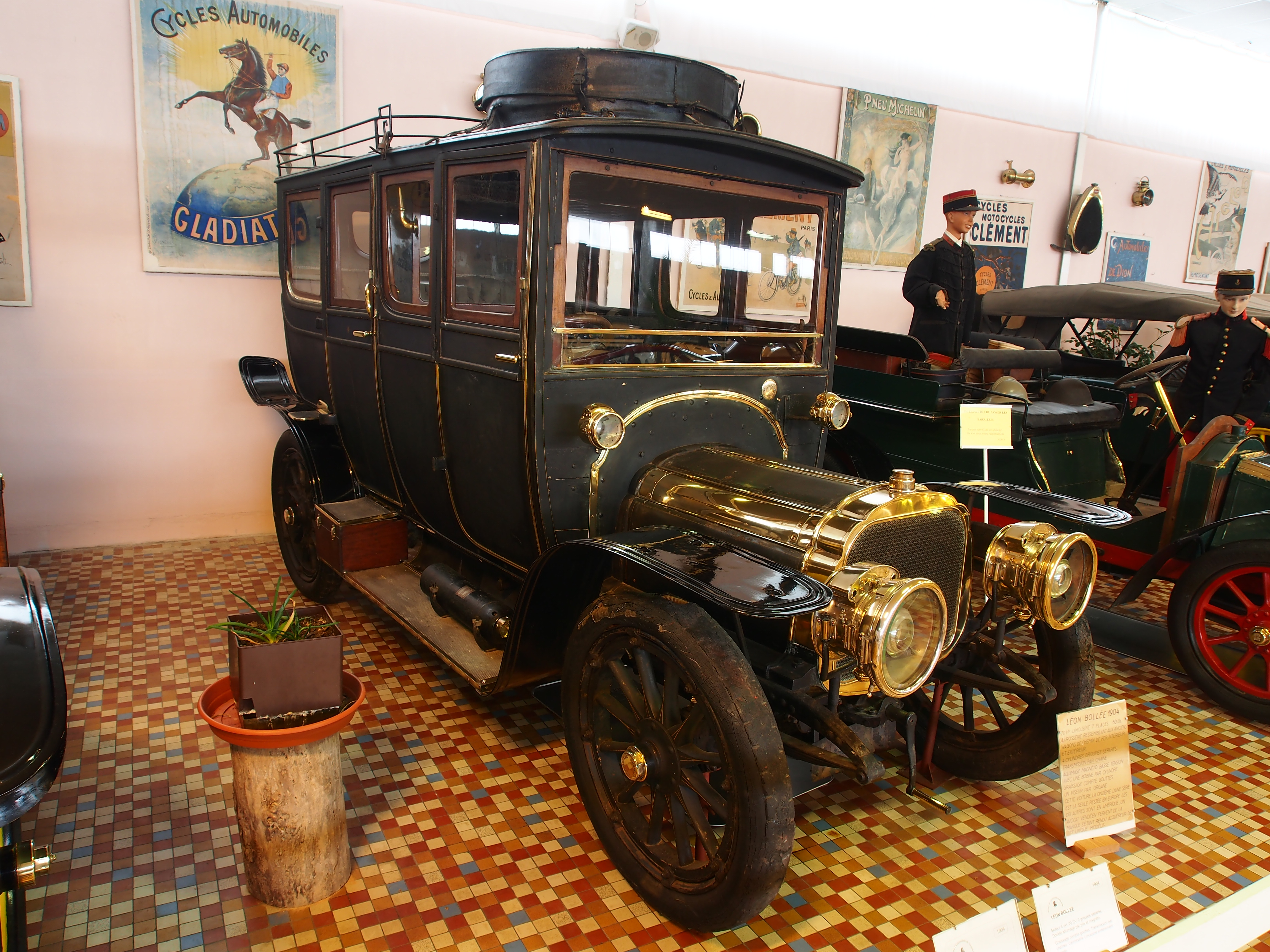
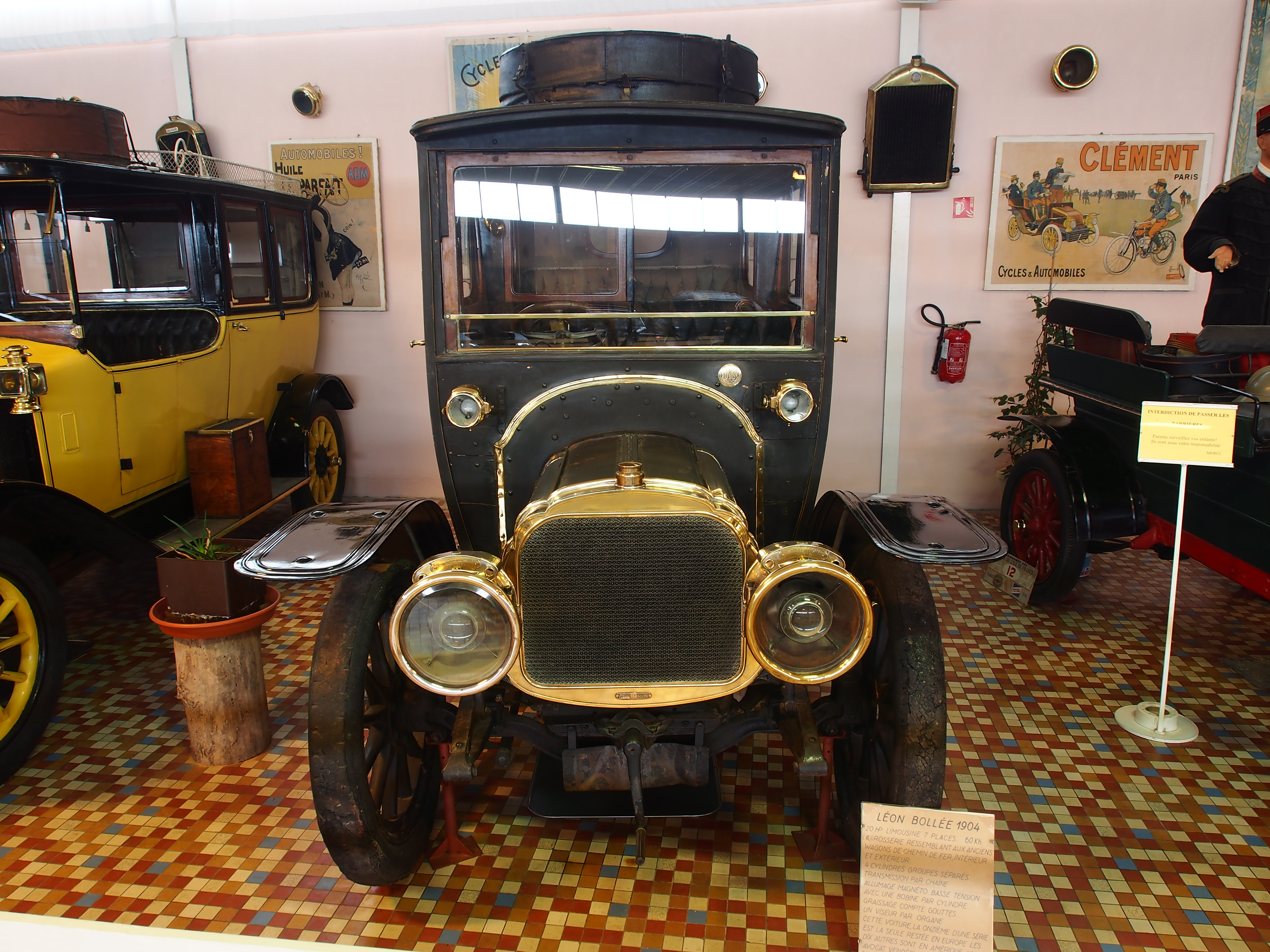

## Années 1910

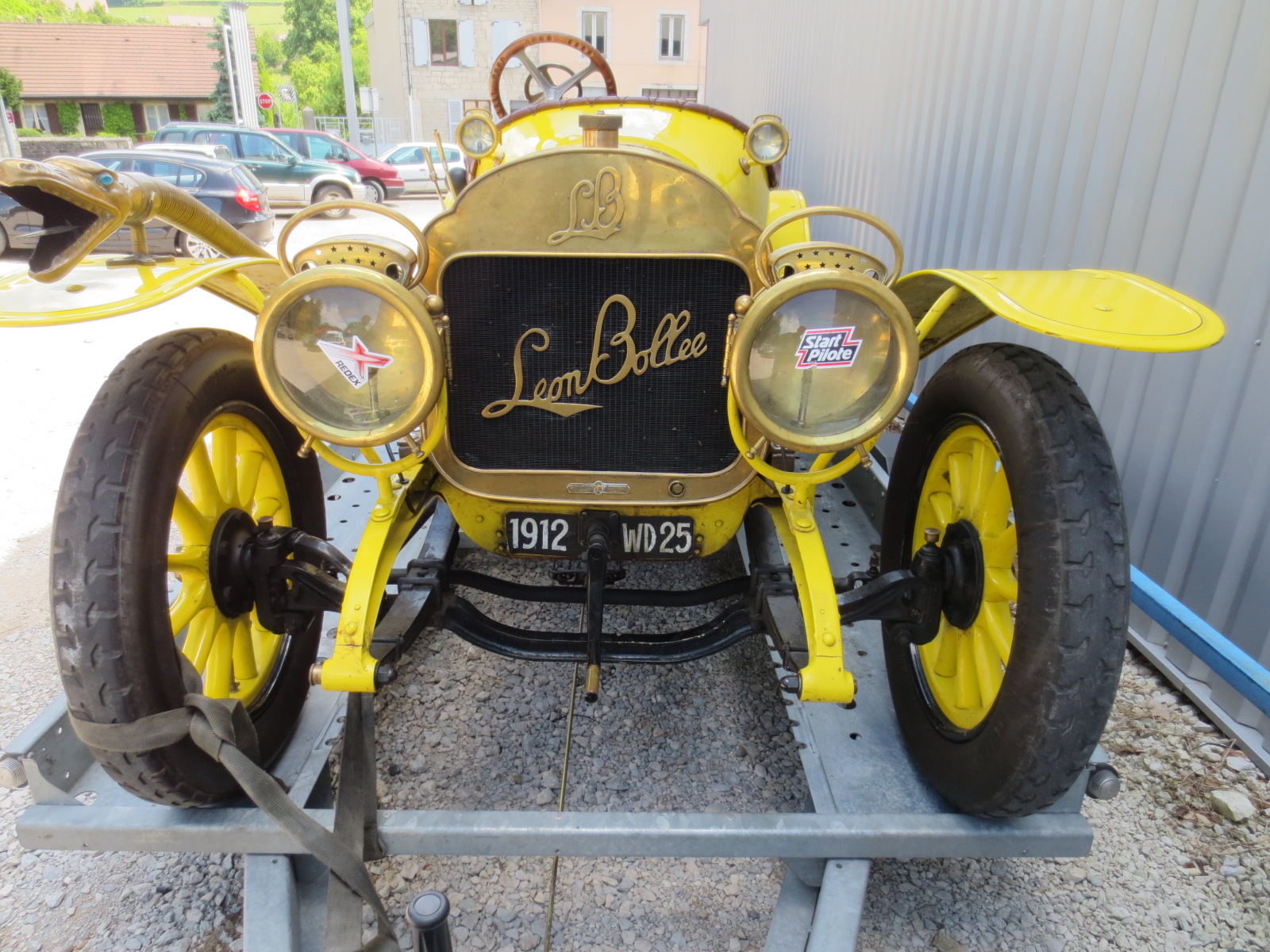
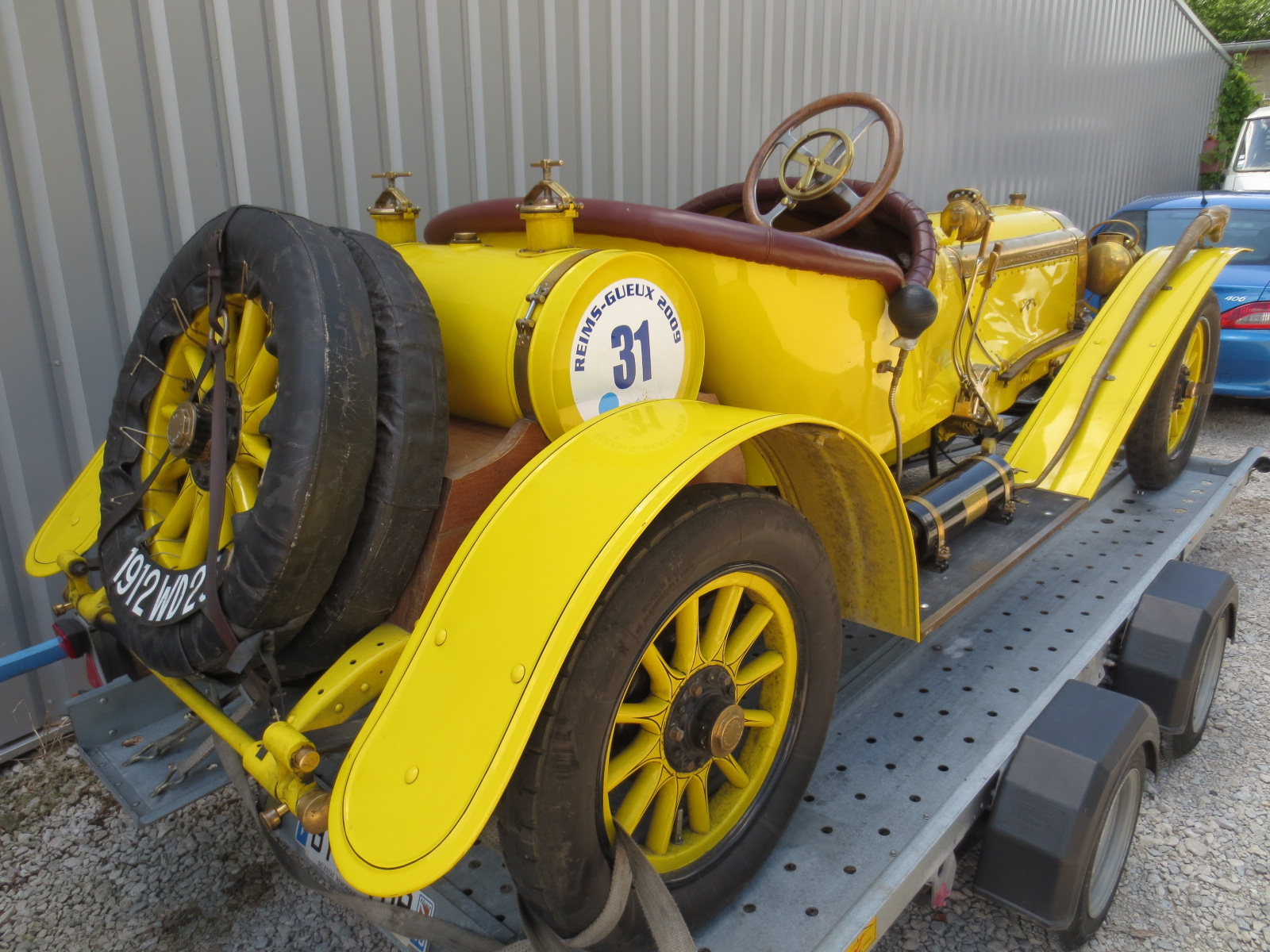
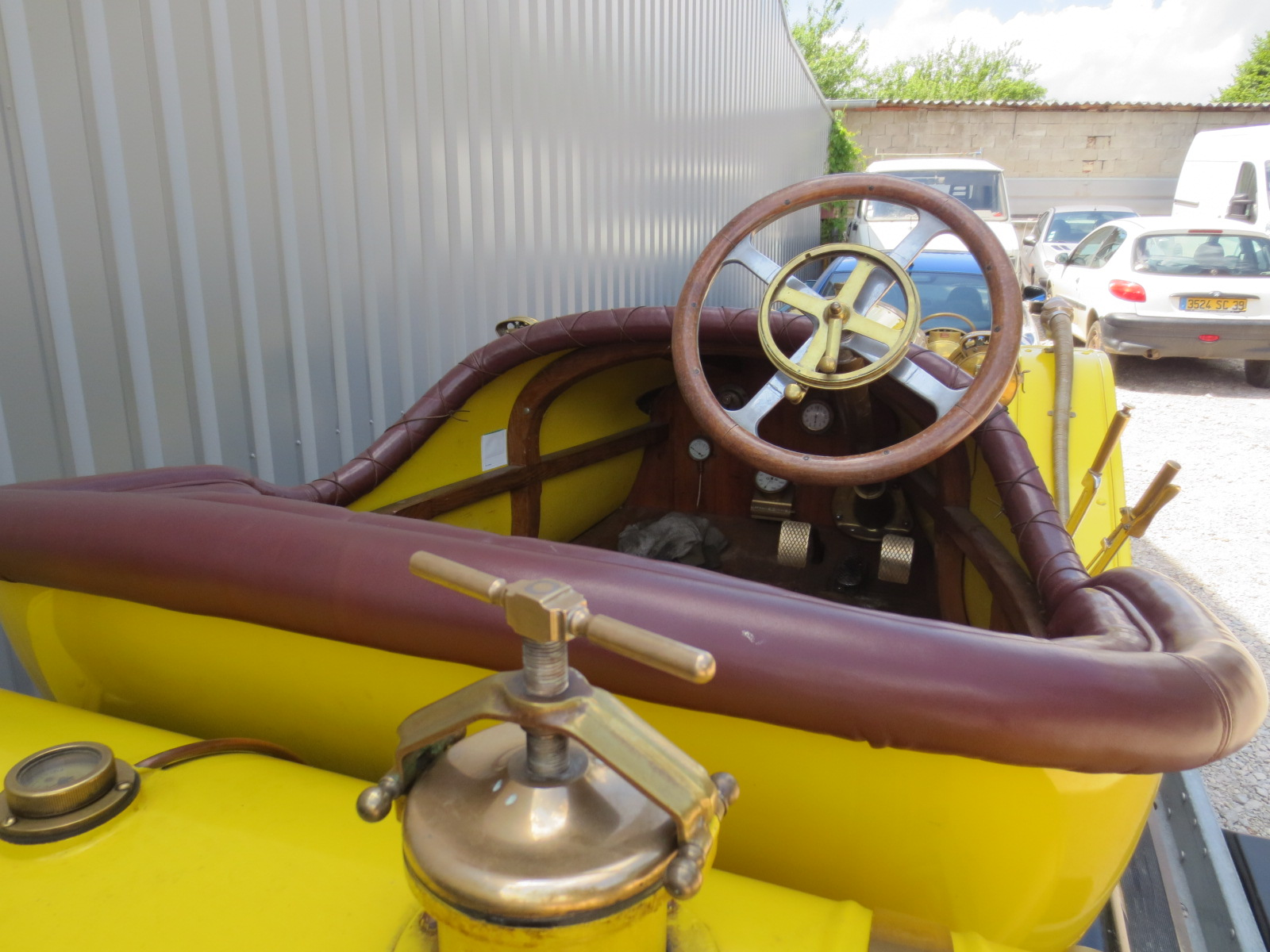

## Années 1920 - 1930

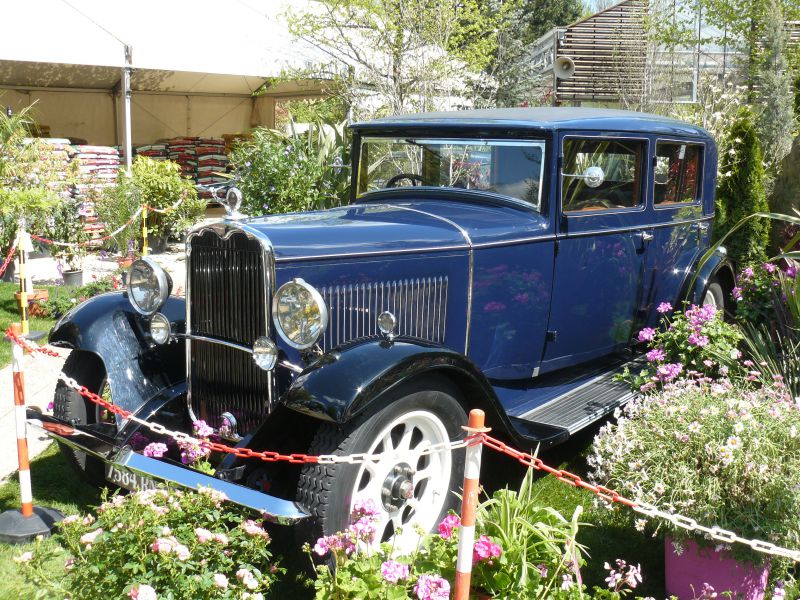

## Années 1890

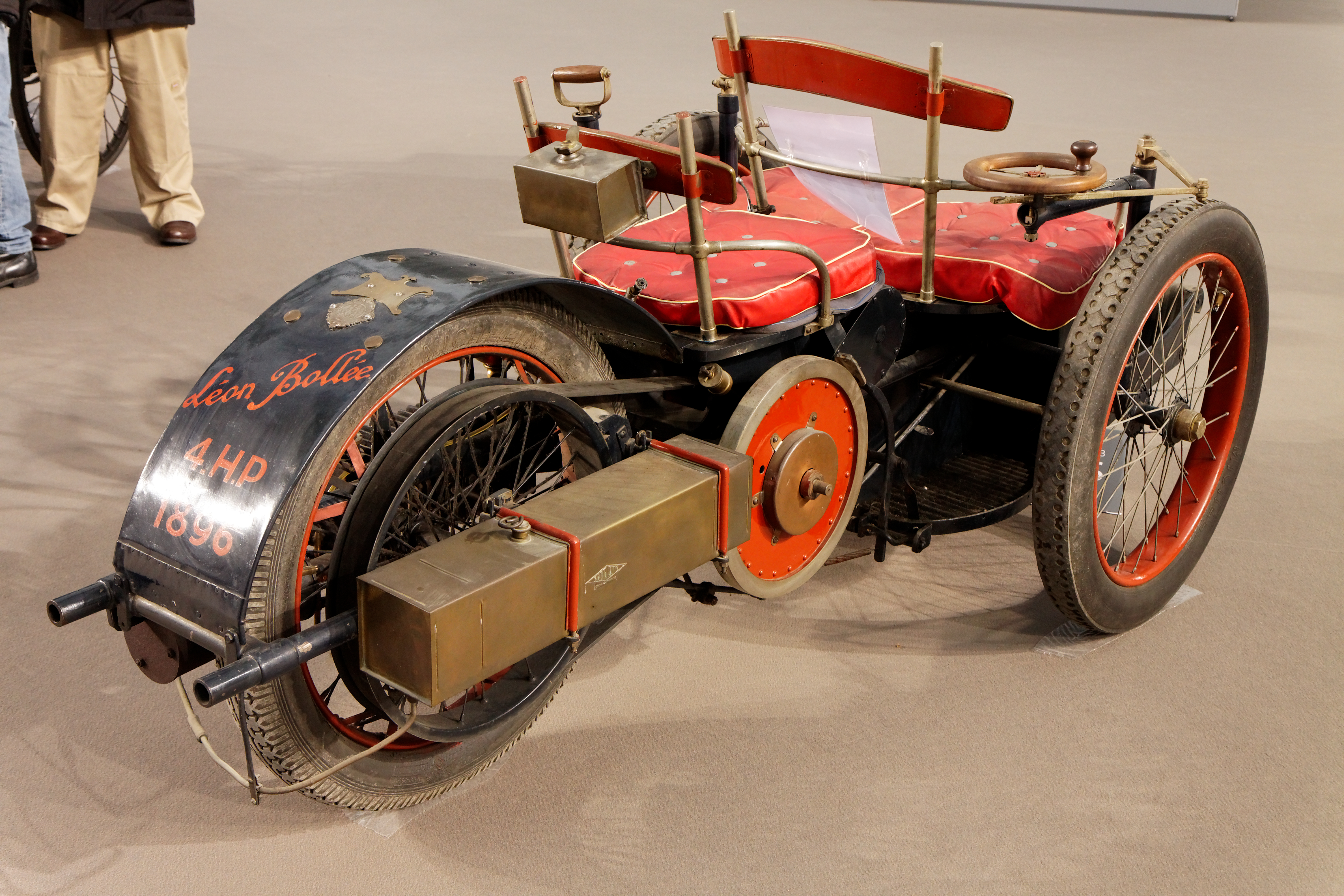
Tricycle Léon Bollée[2].
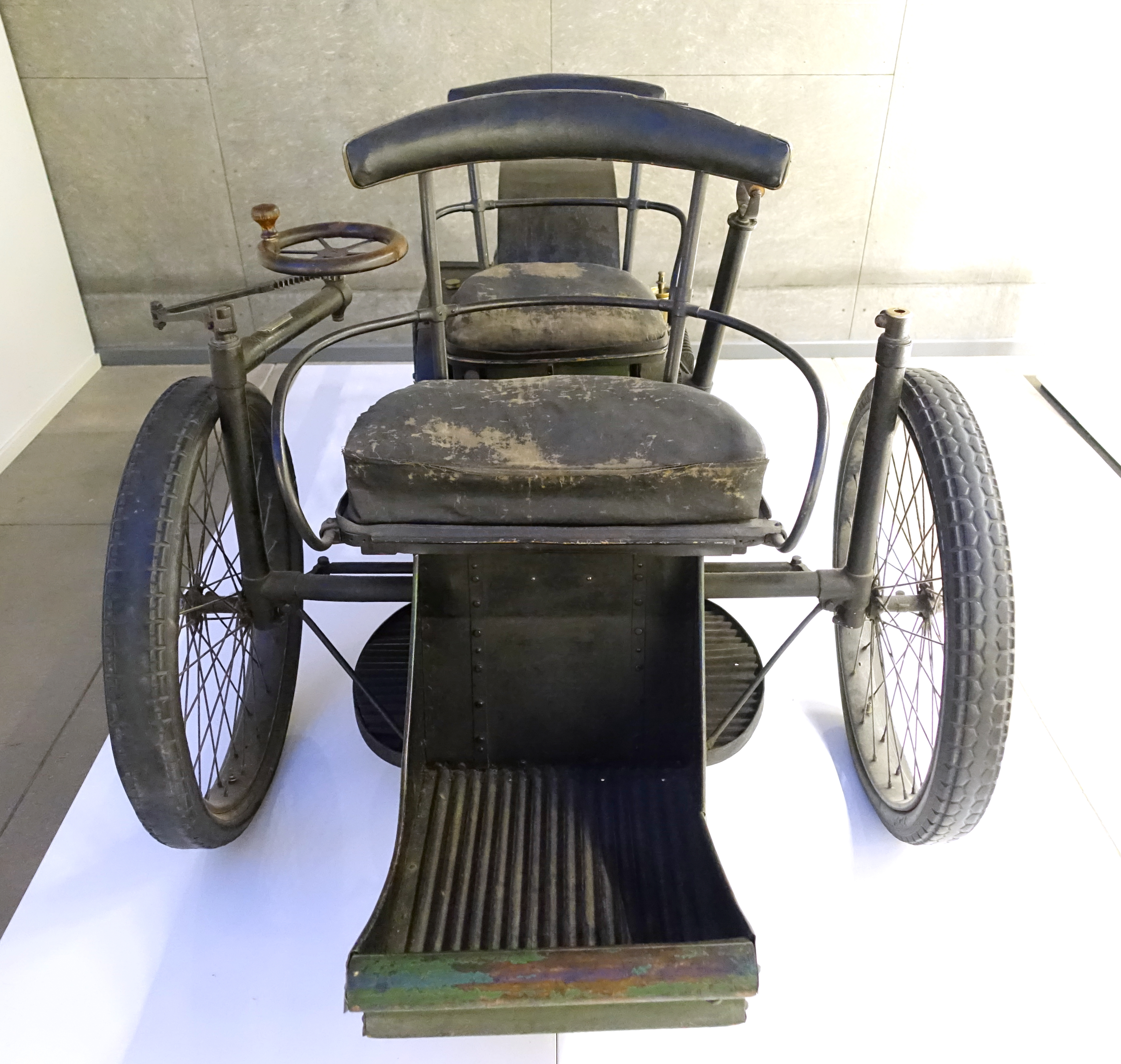
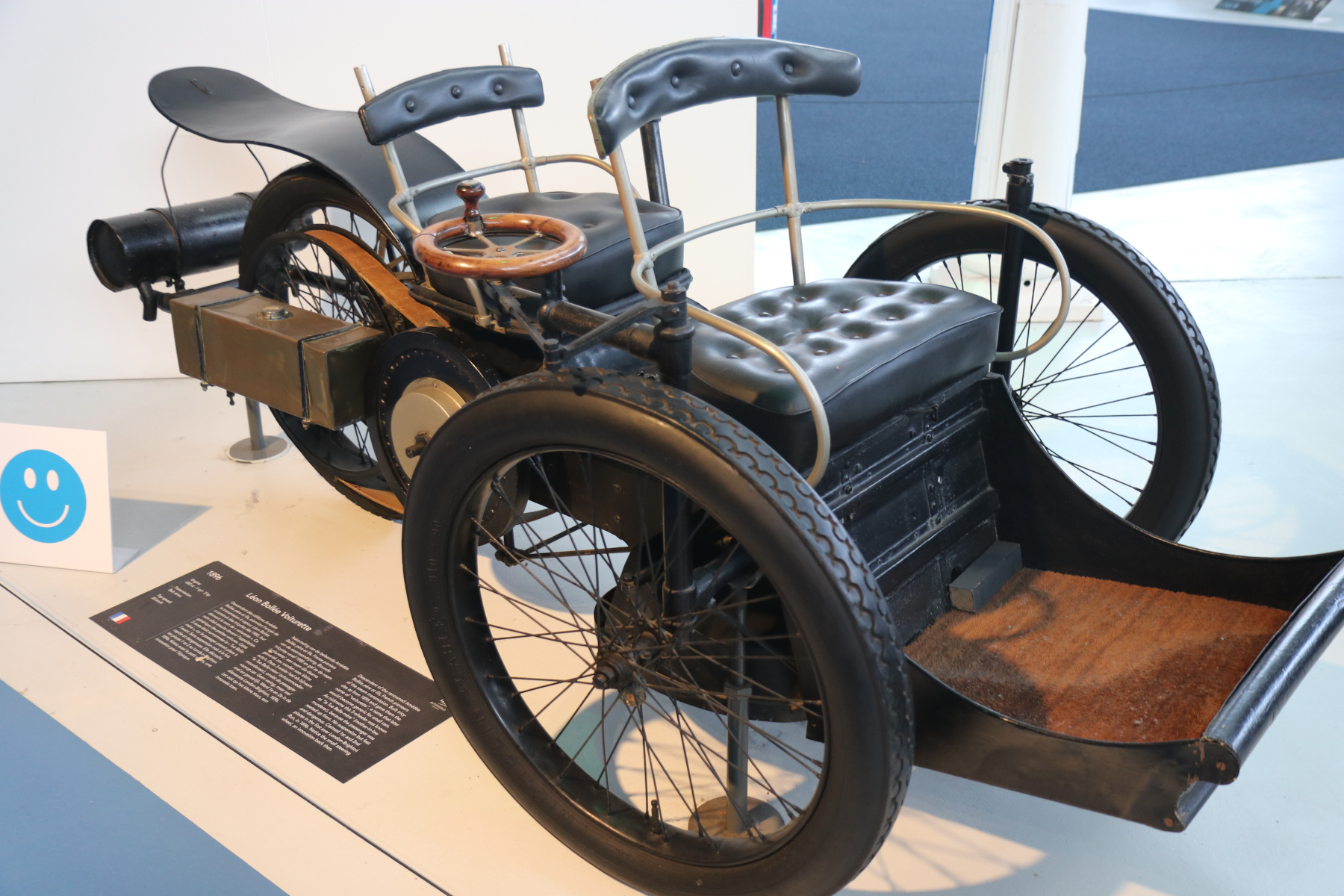

## Collections
Les musées suivants possèdent des modèles Léon-Bollée dans leurs collections :
- musée automobile de Vendée ;
- musée national de l'Automobile (voiturette / tricar[3])

- Musée national de Suède pour les sciences et la technologie (voiturette / tricar).